# Dendrometer

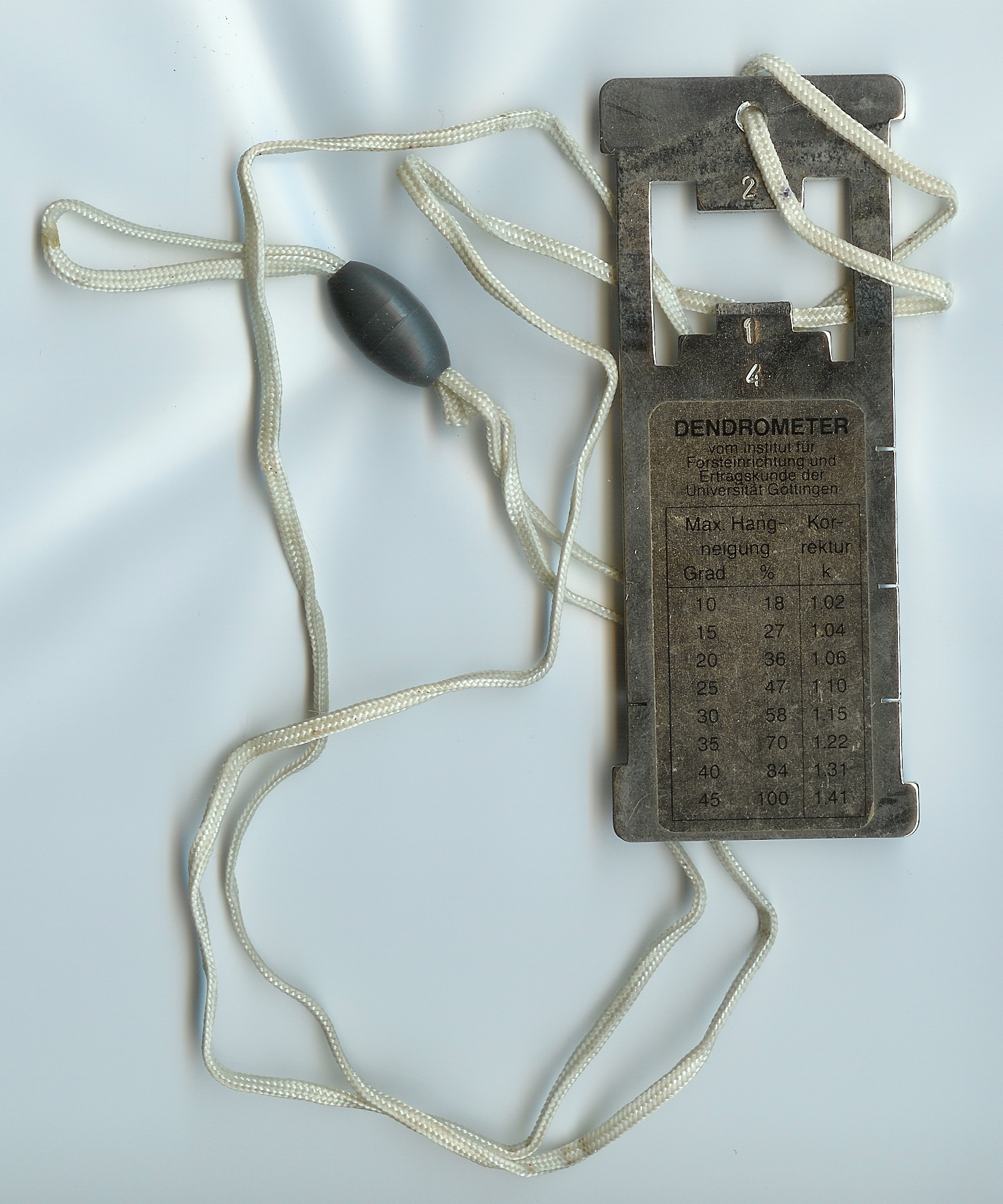
De dendrometer van Kramer

Een dendrometer is een meetinstrument waarmee de meetbare gegevens van staande, levende bomen kunnen worden geschat of gemeten. Meestal gaat het om het meten of schatten van de stamdiameter, de boomhoogte of de boomomtrek. Van oudsher worden dendrometers veelal gebruikt om makkelijk vanaf het maaiveld (te voet) gegevens over bomen te verkrijgen.